# Robinsonekspedisjonen
Robinsonekspedisjonen är en norsk reality-tv-serie som sändes på TV3 från och med hösten 1999 till och med hösten 2004 och igen från 2007. Detta var den första reality-tv-serien som sändes på norsk TV. Serien producerades av Strix Television. Serien är en norsk variant av den svenska Expedition Robinson.
Nils Ole Oftebro var programledare första säsongen (1999), medan efterföljande säsonger leddes av en före detta deltagare och vinnare, Christer Falch. Serien har vunnit TV-priset Gullruten två gånger: 2000 i klassen bästa dokudrama och 2002 i klassen bästa reality.

## Vinnare
- 1999 - Christer Falch
- 2000 - Therese Andersen
- 2001 - Mia Martinsen
- 2002 - Ann Karene Molvig
- 2003 - Emil Orderud
- 2004 - Jan Stian Gundersen
- 2007 - Ann-Kristin Otnes
- 2008 - Tom Andre Tveitan
- 2009 - Lina Iversen